# In the Penal Colony
Dans la colonie pénitentiaire
In the Penal Colony est un opéra de chambre en 1 acte et 16 scènes, pour orchestre (quintette à cordes) et 2 solistes, composé en 2000 par Philip Glass, sur un livret de Rudy Wurlitzer (en) d'après la nouvelle de Franz Kafka, La Colonie pénitentiaire. C'est une commande du ACT Theatre (en) de Seattle. La première mondiale a eu lieu le 31 août 2000, sous la direction musicale d'Alan O. Johnson et la mise en scène de JoAnne Akalaitis (ex-femme du compositeur), en coproduction avec le Court Theatre de l'Université de Chicago qui le joua à partir du 1er novembre 2000 jusqu'au 10 décembre de la même année. 
L’œuvre est ensuite jouée au Classic Stage Company de New York (théâtre Off-Broadway) le 14 juin 2001,, à l'Opéra national de Lyon le 23 janvier 2009 pour la première française, au Théâtre des Arts de Rouen, à l'occasion du festival Automne en Normandie, le 18 novembre 2009, à la Royal Opera House (Linbury Studio Theatre) de Londres le 15 septembre 2010 pour la première anglaise,,, au Theater der Kunste de Zurich durant trois jours à partir du 20 mai 2011, à l'occasion d'un Philip Glass Festival, pour la première Suisse et au  NIDA (Parade Playhouse) de Sydney le 7 avril 2012 sous la direction de Huw Belling pour la première australienne,.

## Conception
Fervent admirateur de la culture européenne, Philip Glass découvre La Colonie pénitentiaire de Kafka alors qu’il est encore étudiant à l’Université de Chicago ; plusieurs dizaines d’années s’écoulent avant qu’il ne se décide à franchir
le pas et à en tirer un opéra: 

« C’est le thème de l’illumination et de la transfiguration qui m’a motivé. Il y a un moment crucial quand on découvre que le vieux commandant avait l’habitude de réserver la priorité aux enfants pendant les exécutions, pour qu’ils soient juste en face. Il dit qu’à ce moment-là, la connaissance et la compréhension inonde [le] visage [des condamnés]. Si vous écoutez la musique, il est difficile de manquer cela. »

— Cité par Stephen Kinser, Arts in America ; A Pocket-Size Opera from a Harrowing Kafka Story, The New York Times, 6 décembre 2000.
Il propose alors l'idée à JoAnne Akalaitis: 

« Je ne pouvais même pas me souvenir si je l'avais lu. Mais cela n'avait pas d'importance. J'ai été intriguée. J'ai collaboré avec Philip pendant de nombreuses années, et je suis toujours intéressée par ce qu'il a en tête. »

— JoAnne Akalaitis, Adapting the Horrors Of a Kafka Story To Suit Glass's Music (page 1), The New York Times, 10 juin 2001.
Comme pour l'histoire, c'est lui qui a choisi l'équipe artistique et les interprètes principaux.

## Argument
Un explorateur de grande valeur, dont on ne connaîtra pas le nom, visite une île éloignée constituant la colonie pénitentiaire d'un pays puissant (on ne saura pas lequel). Il est invité à participer à une exécution publique. Celle-ci est effectuée par un appareil étrange développé par le défunt commandant de l'île. L'appareil est manipulé par un officier de l'île. Le but est d'inscrire dans la chair le motif de la punition et après un spectacle sanglant, l'accusé meurt finalement. L'officier est un défenseur de l'appareil, malgré le nombre croissant de détracteurs, dont le nouveau commandant. Il espère que le voyageur sera
impressionné par la machine et y sera favorable, ce qui ne sera pas du tout le cas. Quand l'officier remarque qu'il ne pourra pas convaincre son visiteur, il libère le condamné et prend sa place après quelques réarrangements. L'appareil se met en route et semble se soulever et s'accélérer. Le décès intervient beaucoup plus vite que d'ordinaire, l'appareil se détruit de lui-même .

## Personnages
| Rôle        | Type de voix  | Distribution à la création, 31 août 2000 Direction : Alan O. Johnson |
| ----------- | ------------- | -------------------------------------------------------------------- |
| L’Officier  | baryton-basse | Herbert Perry                                                        |
| Le Visiteur | ténor         | John Duykers                                                         |
| Le Soldat   | rôle parlé    | Steven M. Levine                                                     |
| Le Condamné | rôle muet     | Matt Seidman                                                         |
| Kafka       | rôle muet     | Jose Gonzales                                                        |

## Structure
- Prologue – Scène 1

Invité dans la colonie pénitentiaire pour assister à une procédure d’exécution, Le Visiteur exprime sa perplexité et son peu d’intérêt pour la machine utilisée. La personne même du Condamné, soumis « comme un chien », sans « volonté propre », le laisse dubitatif.
- Scène 2 – Scène 3 – Scène 4

L’Officier chargé des exécutions annonce que tout sera bientôt prêt. Puis il décrit minutieusement la machine à exécuter les condamnés, mise au point par son maître, l’ancien commandant de la colonie pénitentiaire. La machine se compose de trois parties : le lit, la dessinatrice et la herse qui, avec ses aiguilles métalliques, grave dans la chair même du condamné la loi qu’il a enfreinte. Le Visiteur exprime son malaise : Le Condamné ignore la sentence et n’a pas la possibilité de se défendre. Le Visiteur ne remet pas en cause la validité de « mesures singulières » mais estime qu’il y faut des changements, promis par le nouveau commandant, inconcevables pour L’Officier.
- Scène  5 – Scène  6

L’Officier, qui est aussi juge dans la colonie, expose sa conception de la justice : « la culpabilité ne fait jamais de doute », et son opiniâtre opposition aux idées du nouveau commandant. Il explique également que l’homme condamné s’est rendu coupable d’insubordination face à un supérieur. Puis il continue à décrire le fonctionnement de la machine, les aiguilles qui servent à écrire et celles qui projettent de l’eau pour évacuer le sang.
- Scène  7 – Scène  8

L’Officier évoque encore tous les talents de l’ancien commandant – soldat, juge, ingénieur, chimiste, cuisinier, architecte, dessinateur... Il montre au Visiteur  ses dessins servant de modèle aux gravures de la machine à tuer. Il poursuit sa description de l’exécution, fasciné : « Un spectacle qui pourrait vous séduire, vous tenter de le rejoindre, oui de le rejoindre sous la herse. » Le Condamné a été installé par un Soldat  sur la machine. Mais une sangle attachant son poignet a rompu.
- Scène  9 – Scène 10

L’Officier se plaint des restrictions budgétaires imposées par le nouveau commandant et qui ne lui permettent pas d’entretenir la machine comme il le faudrait. Se sentant extérieur à cette colonie pénitentiaire, Le Visiteur hésite à intervenir sur la justice qui y est rendue ; mais, en tout état de cause, il estime cette exécution injuste et inhumaine. Pourtant à la question de L’Officier sur cette méthode, il demeure neutre, arguant de son statut de
simple observateur.
- Scène 11

L’Officier évoque l’époque de l’ancien commandant, où les exécutions étaient suivies avec passion par la foule.
- Scène 12 – Scène 13

L’Officier a compris que Le Visiteur est là pour cautionner les nouvelles mesures que souhaite prendre le nouveau commandant. Mais Le Visiteur louvoie et minimise son importance. L’Officier lui demande néanmoins de l’aider pour « préserver la tradition ».
- Scène 14 – Scène 15

Le Visiteur refuse d’intervenir, bien que se disant touché par la « conviction sincère » de L’Officier . Celui-ci, n’ayant pas convaincu son interlocuteur, fait libérer Le Condamné et prend place lui-même sur la machine ; « si l’ancienne procédure doit être abolie, à sa place je n’agirais pas autrement » commente Le Visiteur .
- Scène 16

L’Officier demande au Visiteur d’aller sur la tombe de l’ancien commandant, de regarder l’inscription qu’il a lui-même rédigée : « Ici repose l’ancien commandant. Ses partisans lui ont creusé et consacré cette tombe. Une prophétie affirme que d’ici quelque temps, le commandant ressuscitera et
conduira ses partisans à la reconquête de la colonie. Ayez foi, espérez. » Puis il se prépare pour sa propre exécution : « Que la herse monte et descende, que les aiguilles dansent sur ma peau. » Mais la machine se détraque, L’Officier pousse un cri, une pointe lui a traversé la boîte crânienne.
- Épilogue

Le Visiteur : « Je me suis forcé à regarder son visage, ses lèvres serrées, ses yeux ouverts, la même expression que de son vivant. Son regard était calme et convaincu malgré le long poinçon qui lui traversait le front. Il est clair qu’il n’a jamais trouvé dans la machine ce que tous les autres y avaient trouvé. Aucun signe de rédemption, aucun. » Il reprend le bateau pour quitter la colonie pénitentiaire.

## Discographie
- The Music Theater Wales Ensemble dirigé par Michael Rafferty, enregistré dans les Studios d’enregistrement Angel de Londres les 27 et 28 novembre 2010. Orange Mountain Music (2012).